# FTP-75
El Procedimiento de Prueba Federal EPA, (en inglés EPA Federal Test Procedure), generalmente conocido como FTP-75 para el ciclo de conducción en ciudad, es una serie de pruebas definidas por la  Agencia de Protección Medioambiental (EPA) de EE. UU. para medir las  emisiones del tubo de escape y economía de combustible de los coches de pasajeros (excluyendo los camiones ligeros y vehículos de carga pesada).
Las pruebas se hicieron obligatorias por el Acta del Impuesto de la Energía de 1978, para determinar el índice del impuesto por exceso de consumo de gasolina (Gas Guzzler Tax), que se aplica a la venta de coches nuevos con particularmente baja eficiencia en el uso del combustible, para desalentar su producción.
El procedimiento actual fue actualizado en 2008 e incluye cuatro pruebas: conducción en ciudad (el FTP-75 propiamente), conducción en carretera (HWFET), conducción agresiva (SFTP EE. UU. 06), y prueba de aire acondicionado opcional (SFTP SC03).

## Ciclos de conducción
Este artículo es parte de una serie sobre ciclos de conducción
- Europa : NEDC: ECE R15 (1970) / EUDC (1990)
- EE.UU.: EPA Federal Test: FTP 72/75 (1978) / SFTP US06/SC03 (2008)
- Japón: 10 mode (1973) / 10-15 Mode (1991) / JC08 (2008)
- Global armonizada: WLTP (2015)